# Elle Cordova

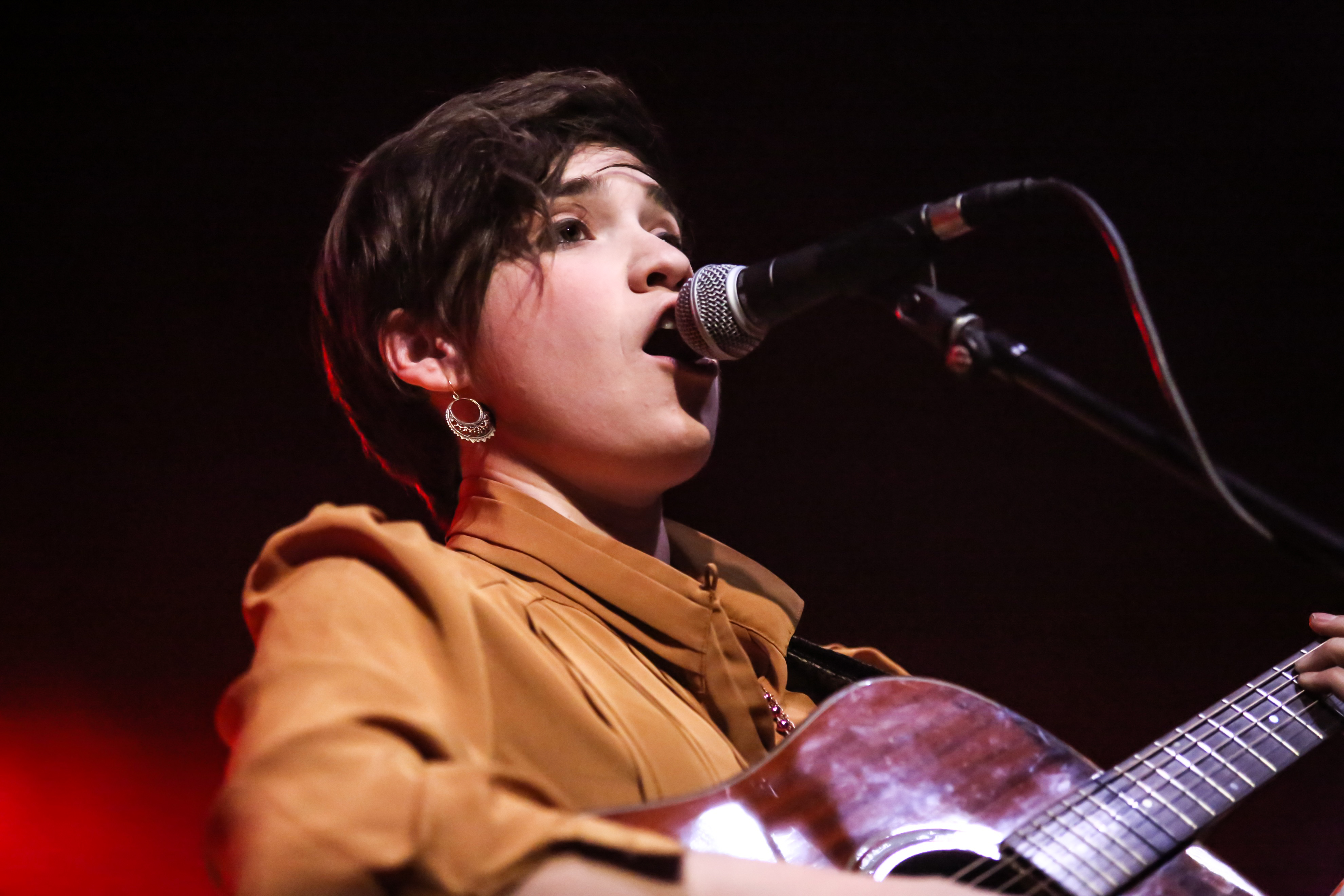
Elle Cordova

Elle Cordova (* 8. März 1988 in Fargo, Norddakota, USA; bürgerlich Rachelle Cordova) ist eine US-amerikanische Sängerin und Songwriterin. Sie verwendete den Künstlernamen Reina del Cid von 2007 bis 2023 und leitete eine Folk-/Rock-Band gleichen Namens. Nach musikalischen Anfängen in Minneapolis, Minnesota, ist Cordova in Los Angeles, Kalifornien, ansässig. Mit ihrer Band hat sie seit 2012 fünf Studioalben veröffentlicht.
Am 15. Juli 2023 kündigte die Musikerin an, fortan unter dem Namen Elle Cordova aufzutreten und unter diesem Namen auch einen neuen YouTube-Kanal zu führen.

## Leben
Rachelle Cordova wuchs in Fargo auf. Im Alter von 15 Jahren bekam sie ihre erste Gitarre und nahm Gitarrenunterricht.
Sie nutzt seit 2007 das Internet als Veröffentlichungsweg für ihre Musik. Der zu diesem Zweck gewählte Künstlername hatte seinen Ursprung in der Beziehung zur spanischsprachigen Literatur: Der Spitzname ihrer damaligen Gitarre war „El Cid“, benannt nach dem kastilischen Ritter und Söldnerführer mit gleichem Namen, und der Name „Reina“ bedeutet auf Spanisch „Königin“; Reina del Cid als die Königin ihrer Gitarre.
Cordova erlangte 2010 einen Abschluss in englischer Literatur an der University of Minnesota in Minneapolis. Danach arbeitete sie als Redaktionsassistentin beim dortigen Universitätsverlag, ehe sie sich als Musikerin selbstständig machte.
Seit 2011 arbeitet Cordova mit der Leadgitarristin Toni Lindgren zusammen. Die Band trat im Jahr 2015 als Artists in Residence jeden Montag in einer Bar in der Innenstadt von Saint Paul auf und konnte so die eigene Fertigkeit des Spielens vor Publikum schulen. Konzerttourneen führten die Band auch nach Europa. Ab 2016 veröffentlicht Cordova mit Lindgren und wechselnden Musikerinnen und Musikern die Song-a-Week-Videoserie Sunday Mornings with Reina del Cid, die seit 2023 Sunday Mornings HQ heißt. Ihr YouTube-Kanal verzeichnete Anfang des Jahres 2025 knapp 150 Millionen Abrufe und 463.000 Abonnenten.

## Diskografie

### Reina del Cid & the Cidizens
- Blueprints, Plans – Veröffentlicht am 15. September 2012

### Reina del Cid
- The Cooling – Veröffentlicht am 16. Juni 2015[5]
- Rerun City – Veröffentlicht am 8. Dezember 2017[6]
- Morse Code – Veröffentlicht am 4. Oktober 2019
- Candy Apple Red – Veröffentlicht am 29. April 2022

Die Alben The Cooling und Rerun City wurden im Pachyderm Recording Studio in Cannon Falls, Minnesota, aufgenommen.